# Адвокадо
Адвокадо је српска серија из 2021. године.
Од 15. новембра до 10. децембра 2021. премијерно је емитована на РТС 1.

## Радња
Серија прати згоде и незгоде главног јунака Бране, којем верни сапутник Бели помаже да свакодневно упада у нове проблеме. Средиште радње фокусира се на пријатељске и породичне односе, типичне за балканско поднебље, прожете тугом и хумором у једном.
У питању је прича о борби појединца са жељом да се отргне од наметнутих стереотипа и конзервативне средине која критички посматра одлуке које одударају од традиционалних постулата. Ипак, он наставља своју битку, желећи да промени позицију у којој се налази и да престане бити све оно што означава реч "Адвокадо".

## Улоге

### Главне улоге
| Глумац                        | Улога                                                                               |
| ----------------------------- | ----------------------------------------------------------------------------------- |
| Љубомир Бандовић              | Бранимир Бранислав Брана Пундравац                                                  |
| Никола Пејаковић              | Завиша Трулић Заре Бели                                                             |
| Мирјана Карановић             | мајка Лахорка                                                                       |
| Мира Бањац                    | баба                                                                                |
| Јасна Ђуричић                 | тетка Сунчица                                                                       |
| Бранка Катић                  | тужитељка Милица Крцуновић                                                          |
| Златан Зухрић                 | Ћело/Дуда/секретар/матичар                                                          |
| Игор Ђорђевић                 | водитељ Велимир Пузигаћа                                                            |
| Борис Исаковић                | свештеник Ђорђе Тртица                                                              |
| Срђан Тимаров                 | Радомир Дивчибарић-Див/Влада/Стана Буквић/Оташевић/Стане Долежал/Чопанковић/Перишић |
| Бојан Димитријевић            | Зоран/Мучибабић/Милисав Курбалија/Светлана Миодраговић/Драшковић                    |
| Борис Миливојевић             | Милан/Мирко Буквић/Мудринић/Шемсо Јовановић/Бранковић                               |
| Милица Јаневски               | Сандра                                                                              |
| Војин Ћетковић                | Станко                                                                              |
| Зорана Бећић                  | Станкетова жена                                                                     |
| Небојша Илић                  | Миле Чајна                                                                          |
| Александар Стојковић          | конобар Саша                                                                        |
| Александар Срећковић          | тетак Ђура                                                                          |
| Младен Совиљ                  | Станко Буђић                                                                        |
| Жељко Стјепановић             | судија                                                                              |
| Драгана Марић                 | дактилографкиња                                                                     |
| Љубиша Савановић              | амбициозни адвокат                                                                  |
| Горан Јокић                   | окривљени силеџија                                                                  |
| Факета Салихбеговић - Авдагић | буцка                                                                               |
| Белинда Божичковић            | Персида                                                                             |
| Жељко Митровић                | Миленко                                                                             |
| Сергеј Трифуновић             | лично                                                                               |
| Милош Ђорђевић                | др Жељко Варга                                                                      |
| Миљка Брђанин Бабић           | Ванеса Варга                                                                        |
| Наташа Иванчевић              | Ружа                                                                                |
| Рок Радиша                    | новинар Душко Гојковић                                                              |
| Јово Максић                   | водитељев отац                                                                      |
| Бојана Милановић              | Зои                                                                                 |
| Давор Јањић                   | камерман                                                                            |
| Тин Седлар                    | Драго Макартни                                                                      |
| Велимир Бланић                | доктор за бабе                                                                      |
| Наташа Перић                  | медицинска сестра за бабе                                                           |
| Александар Ђурица             | станодавац                                                                          |
| Данило Керкез                 | ГРК специјалац                                                                      |
| Златан Видовић                | Димча                                                                               |
| Слађана Зрнић                 | касирка                                                                             |
| Сандра Љубојевић              | Сара                                                                                |
| Борис Шавија                  | Билдер                                                                              |
| Александра Спасојевић         | Зинаида                                                                             |
| Новак Радуловић               | Драган Лукић Мрча                                                                   |
| Ђорђе Јанковић                | Брко                                                                                |
| Сњежана Мишић                 | жена комшиница                                                                      |
| Александар Ристановић         | хирург пластичар                                                                    |
| Раденка Шева                  | булдожерџијина жена                                                                 |
| Александар Бланић             | поп на гробљу                                                                       |
| Ђорђе Марковић                | портир                                                                              |
| Маја Вујановић                | смерна жена                                                                         |
| Смиљана Маринковић            | млада новинарка                                                                     |
| Дарко Стојић                  | Бранковић јуниор                                                                    |
| Ђурђа Вукашиновић             | организаторка снимања                                                               |
| Стефан Личина                 | Блашко                                                                              |
| Душан Шибаревић               | полицајац 1                                                                         |
| Милан Димић                   | полицајац 2                                                                         |
| Ђорђе Радусин                 | дечак домац                                                                         |
| Ђорђе Опалић                  | васпитач Ђорђевић                                                                   |
| Горјан Кљајић                 | помоћник амбициозног адвоката                                                       |
| Невена Арамбашић              | Сузи Кју                                                                            |
| Аниса Туркановић              | Душанка                                                                             |
| Катарина Милојевић            | Јоргованка                                                                          |
| Симеун Благојевић             | академик Сурдук                                                                     |
| Ксенија Ковачевић             | старија жена купац                                                                  |
| Душан Ковачевић               | Перишић јуниор                                                                      |
| Борис Марић                   | Драшковић јуниор                                                                    |
| Анђела Партало                | кунг фу девојка                                                                     |
| Леа Магдић                    | плавуша са силиконима                                                               |
| Горана Медар                  | бринета са силиконима                                                               |